# Енрике Гуаита
Енрике Гуаита (на испански: Enrique Guaita) е бивш аржентински футболист, нападател.

## Кариера
Гуаита играе за Естудиантес де Ла Плата, където е част от известната атака Лос Професорес. През 1934 г. се премества в Италия. Там играе 2 сезона за Рома от 1933 г. до 1935 г. Той е голмайстор на първенството през сезон 1934/35 с 28 гола. Той става известен като Ил Корсаро Неро. Страхувайки се, че ще бъде мобилизиран от италианската армия, той се завръща в Аржентина през 1936 г., където играе за Расинг Клуб и отново за Естудиантес де Ла Плата, където завършва кариерата си през 1940 г.

### Национален отбор
Гуаита е един от дванадесетте аржентински играчи, които представляват както Аржентина (4 мача, 1 гол), така и Италия (10 мача, 5 гола) на национално ниво, преди практиката да се играе за повече от един национален отбор да бъде забранена. С Аржентина печели Южноамериканското първенство 1937 г., а с италианския национален отбор отбеляза единственият гол в полуфиналния мач на Световното първенство по футбол през 1934 г. срещу Австрия, преди Италия да спечели титлата на домашна почва.

## Отличия

### Международни
Аржентина
- Южноамериканско първенство: 1937

Италия
- Световно първенство по футбол: 1934

### Индивидуални
- Голмайстор на Серия А: 1934/35 (28 гола)[2]